# Новокардаильский
Новокардаильский — хутор в Новониколаевском районе Волгоградской области, в составе Комсомольского сельского поселения.
Население — 266 (2010)

## История
Дата основания не установлена. Хутор входил в юрт станицы Котовской Хопёрского округа Земли Войска Донского (с 1870 — Область Войска Донского). Согласно Списку населённых мест Земли Войска Донского 1859 года на хуторе Ново-Кардаильском проживали 125 мужчин и 120 женщин.
Согласно переписи населения 1897 года на хуторе Ново-Кардаильском (он же Ново-Котовский) проживали 367 мужчин и 354 женщины. Большинство населения было неграмотным: из них грамотных мужчин — 175, грамотных женщин — 32.
Согласно алфавитному списку населённых мест Области Войска Донского 1915 года земельный надел хутора составлял 2916 десятин, проживало 305 мужчин и 312 женщин, имелось хуторское правление, церковь, приходское училище, церковно-приходская школа. Хутор обслуживала Урюпинская почтово-телеграфная контора.
С 1928 года в составе Новониколаевского района Хопёрского округа (упразднён в 1930 году) Нижне-Волжского края (с 1934 года — Сталинградского края, с 1936 года Сталинградской области, с 1954 по 1957 год район входил в состав Балашовской области).

## География
Хутор находится в лесостепи, в пределах Хопёрско-Бузулукской равнины, являющейся южным окончанием Окско-Донской низменности, на правом берегу реки Кардаил. Центр хутора расположен на высоте около 100 метров над уровнем моря. Со всех сторон хутор окружён полями. Почвы — чернозёмы обыкновенные.
К хутору проходит автодорога от хутора Комсомольский. По автомобильным дорогам расстояние до областного центра города Волгоград составляет 340 км, до районного центра посёлка Новониколаевский — 28 км. Ближайшая железнодорожная станция Алексиково расположена в районном центре.
Климат
Климат умеренный континентальный (согласно классификации климатов Кёппена — Dfb). Многолетняя норма осадков — 475 мм. В течение года количество выпадающих атмосферных осадков распределяется относительно равномерно: наибольшее количество осадков выпадает в июне — 54 мм, наименьшее в феврале и марте — по 26 мм. Среднегодовая температура положительная и составляет + 6,5 °С, средняя температура самого холодного месяца января −9,5 °С, самого жаркого месяца июля +21,5 °С.
Часовой пояс
Новокардаильский, как и вся Волгоградская область, находится в часовой зоне МСК (московское время). Смещение применяемого времени относительно UTC составляет +3:00.

## Население
Динамика численности населения по годам:
| 1859 | 1873 | 1897 | 1915 | 1987 |
| ---- | ---- | ---- | ---- | ---- |
| 245  | 379  | 721  | 617  | ≈360 |

| 2010 |
| ---- |
| 266  |